# Tossal Gros (la Pobla de Segur)
El Tossal Gros, és un cim de 1.082 metres d'altitud situat en el terme municipal de la Pobla de Segur, al Pallars Jussà. Està situat a prop de l'extrem est del terme. És un dels Rocs de Queralt, que fan de dosser septentrional a la vall de la Noguera Ribagorçana just en deixar aquest riu l'estret de Collegats, dins del sector de Gramuntill, antic poble que queda al sud-est del Tossal Gros.
Al seu est-nord-est hi ha el Tossal del Graell.